# Ponte Vermelha (fronteira Azerbaijão-Geórgia)

A Ponte Vermelha (em azeri:  Qırmızı Körpü; em georgiano:  წითელი ხიდი, Tsiteli Khidi) é uma ponte internacional sobre o rio Khrami na fronteira Azerbaijão-Geórgia, na estrada que liga Tiblíssi a Ganja. O termo traduz-se como "ponte vermelha" e tem esse nome porque é de ladrilho vermelho. Tem um arco e data do século XVII. Em 1998 foi construída perto dela uma nova ponte internacional no âmbito do corredor TRACECA (Corredor Europa-Cáucaso-Ásia).